# Billy Budd (film)
Pour les articles homonymes, voir Billy Budd.
Pour plus de détails, voir Fiche technique et Distribution.
Billy Budd est un film britannique (1962) de Peter Ustinov, d'après la pièce de théâtre éponyme de Louis O. Coxe et Robert H. Chapman, montée à Broadway en 1951, et elle-même tirée du roman Billy Budd, marin de Herman Melville.

## Résumé
En 1797, sur L'Avenger, l'équipage du capitaine Vere enrôle de force un gabier de vingt ans, Billy Budd que sa beauté et sa candeur rendent sympathique à tout l'équipage. Billy découvre la violence et la tyrannie du maître d'équipage, Claggart. Accusé de fomenter une révolte par ce dernier, Billy le tue accidentellement. Il est condamné à mort par une cour martiale hésitante.

## Fiche technique
- Réalisation : Peter Ustinov
- Scénario : Peter Ustinov et De Witt Bodeen
- Musique : Antony Hopkins
- Photographie : Robert Krasker
- Montage : Jack Harris
- Production : Peter Ustinov
  - Production déléguée : A. Ronald Lubin
- Sociétés de production : Anglo Allied et Harvest Films
- Genre : Aventure, drame et guerre
- Durée : 123 minutes
- Pays :  Royaume-Uni
- Date de sortie :

## Distribution
- Terence Stamp : Billy Budd
- Robert Ryan : John Claggart
- Melvyn Douglas : The Dansker
- Peter Ustinov : Edwin Fairfax Vere
- John Neville : Julian Ratcliffe
- David McCallum : Steven Wyatt
- Lee Montague : Squeak
- Robert Brown : Arnold Talbot
- John Meillon : Neil Kincaid
- Niall MacGinnis : Capitaine Nathaniel
- Ray McAnally : William O'Daniel
- Paul Rogers : Premier Lieutenant Philip Seymour